# 334 î.Hr.

## Evenimente
- Bătălia de la Granicus (râu în Turcia). Prima victorie obținută de Alexandru cel Mare în campania sa de cucerire a Imperiului Persan.

## Nașteri
- dată necunoscută: Euclid  (d. ?)
- dată necunoscută: Zenon din Kition  (d. 263 î.Hr.)